# Муселим (вилает Лозенград)
Муселим (на турски: Müsellim) е село в Източна Тракия, Турция, Вилает Лозенград. Околия Виза.

## География
Селото се намира на 13 км южно от Виза.

## История
Според статистиката на професор Любомир Милетич в 1913 година в Муселимъ живеят 30 гръцки семейства.